# Aéroport de Kagoshima
L'aéroport de Kagoshima (鹿児島空港, Kagoshima kūkō) est un aéroport japonais situé à Kirishima, dans la préfecture de Kagoshima. 
Il est, sur le plan de la fréquentation, le deuxième aéroport de Kyūshū après celui de Fukuoka.

## Situation

### Carte des 50 principaux aéroports du Japon
| Akita Amami Aomori Asahikawa Chūbu Fukuoka Fukushima Hakodate Hanamaki Hiroshima Ibaraki Ishigaki Izumo Kagoshima Kansai Kitakyushu Kobe Kōchi Komatsu Kumamoto Kumejima Kushiro Iwakuni Matsuyama Memanbetsu Miho-Yonago Misawa Miyako Miyazaki Nagasaki Nagoya Naha Tokyo · Narita Niigata Ōita Okayama Osaka Saga Sendai Shin-Chitose Shizuoka Shonai Takamatsu Tokachi-Obihiro Tokushima Tokyo · Haneda Tottori Toyama Tsushima Yamaguchi Ube |

## Terminaux
L'aéroport de Kagoshima possède deux terminaux : un terminal domestique et un autre pour le trafic international.

## Compagnies aériennes et destinations
| Compagnies                                  | Destinations                                                                                               | Refs |
| ------------------------------------------- | --- | ---- |
| All Nippon Airways                          | Osaka, Tokyo-Haneda                                                                                        |      |
| All Nippon Airways opéré par ANA Wings      | Nagoya-Chūbu                                                                                               |      |
| China Airlines                              | Taïwan-Taoyuan                                                                                             |      |
| China Eastern Airlines                      | Shanghai-Pudong                                                                                            |      |
| Eastar Jet                                  | Séoul-Incheon                                                                                              |      |
| Fuji Dream Airlines                         | Shizuoka                                                                                                   |      |
| HK Express                                  | Hong Kong                                                                                                  |      |
| Hong Kong Airlines                          | Hong Kong                                                                                                  |      |
| Japan Airlines                              | Tokyo-Haneda                                                                                               |      |
| Japan Airlines opéré par J-Air              | Ōshima, Osaka, Tokuno Shima (en)                                                                           |      |
| Japan Airlines opéré par Japan Air Commuter | Ōshima, Fukuoka, Kikai (en), Matsuyama, Okinoerabu (en), Tanegashima (en), Yakushima (en), Yoron Jima (en) |      |
| Jeju Air                                    | Daegu, Séoul-Incheon                                                                                       |      |
| Jetstar Japan                               | Nagoya-Chūbu, Tokyo-Narita                                                                                 |      |
| Korean Air                                  | Séoul-Incheon                                                                                              |      |
| Peach                                       | Osaka-Kansai                                                                                               |      |
| Skymark Airlines                            | Ōshima, Kobe, Nagoya-Chūbu, Tokyo-Haneda                                                                   |      |
| Solaseed Air                                | Nagoya-Chūbu, Okinawa-Naha, Tokyo-Haneda                                                                   |      |
| T'way                                       | Séoul-Incheon                                                                                              |      |

Édité le 09/01/2020

## Accès
L'aéroport est à environ 40 kilomètres au nord-est de la gare de Kagoshima-Chūō.
Des bus font la navette entre Kagoshima-Chūō et l'aéroport. Le trajet prend entre 40 minutes et 1 heure.

## Divers

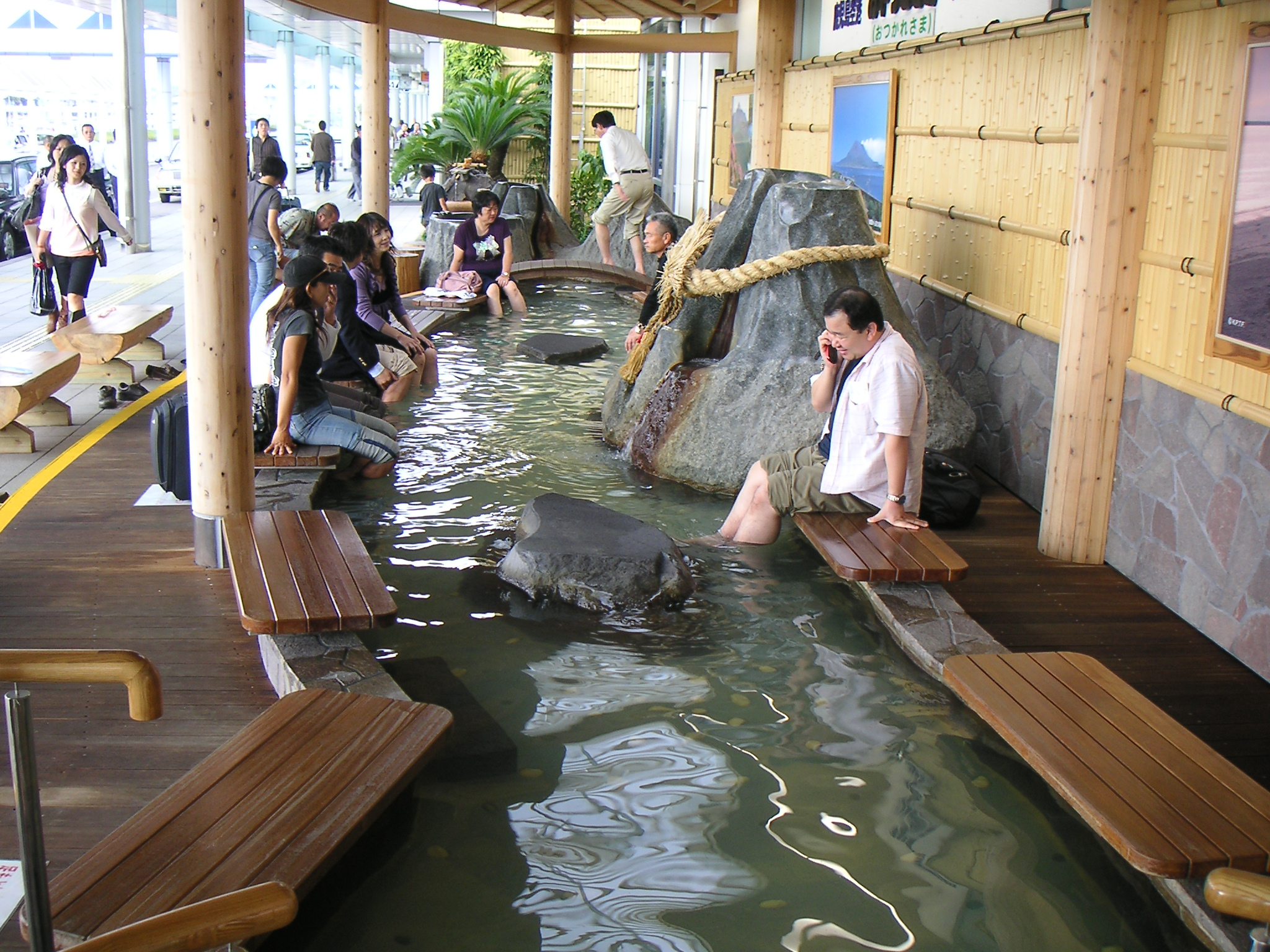
Ashiyu à l'aéroport de Kagoshima.

On trouve au sein de l'aéroport un ashiyu,  bain de pieds public japonais rempli d'eau de source géothermique. Comme dans tout les ashiyu, seules les chaussures (et les chaussettes s'il y en a) doivent être retirées.

## Galerie

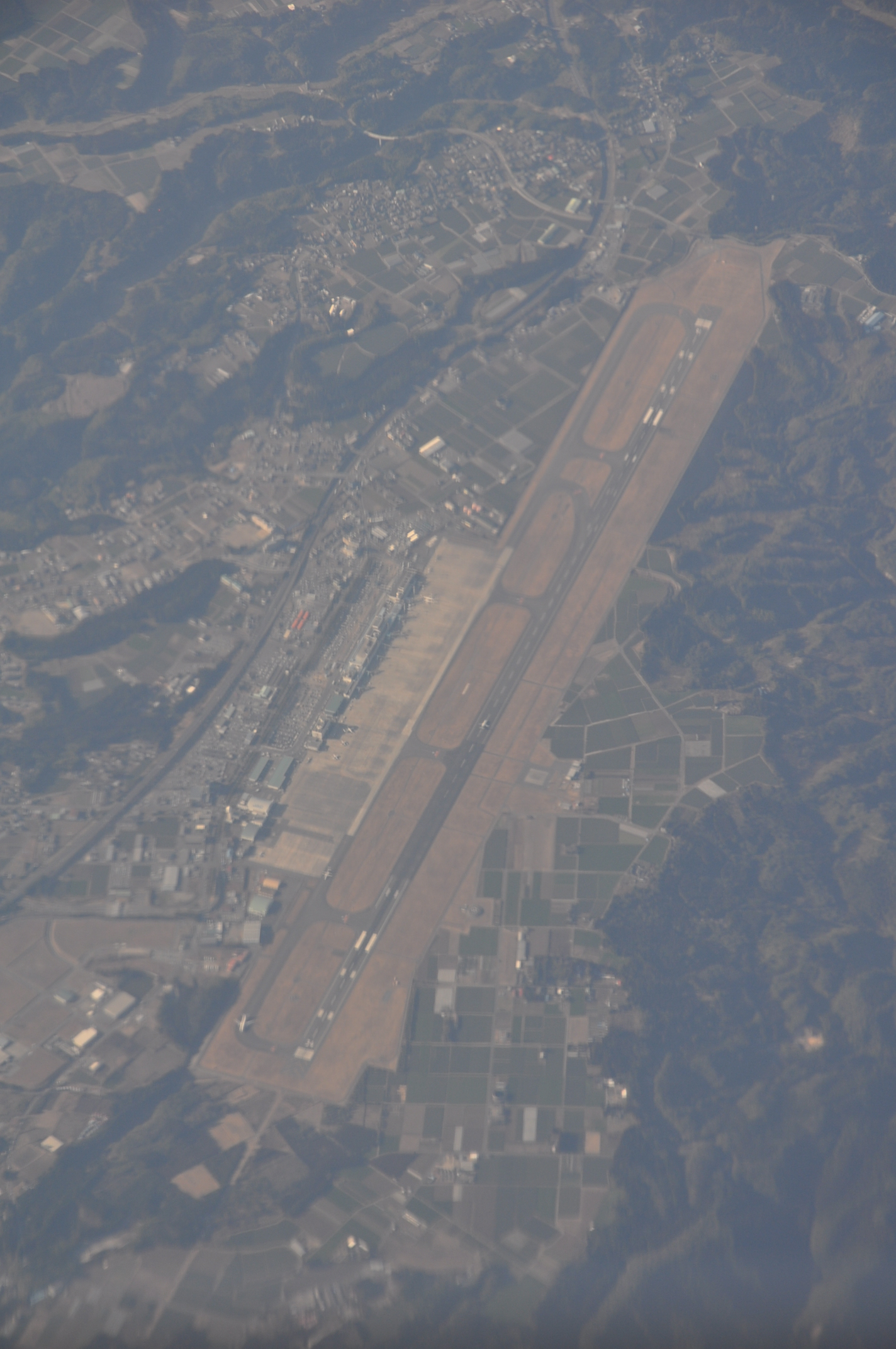
L'aéroport vu du ciel
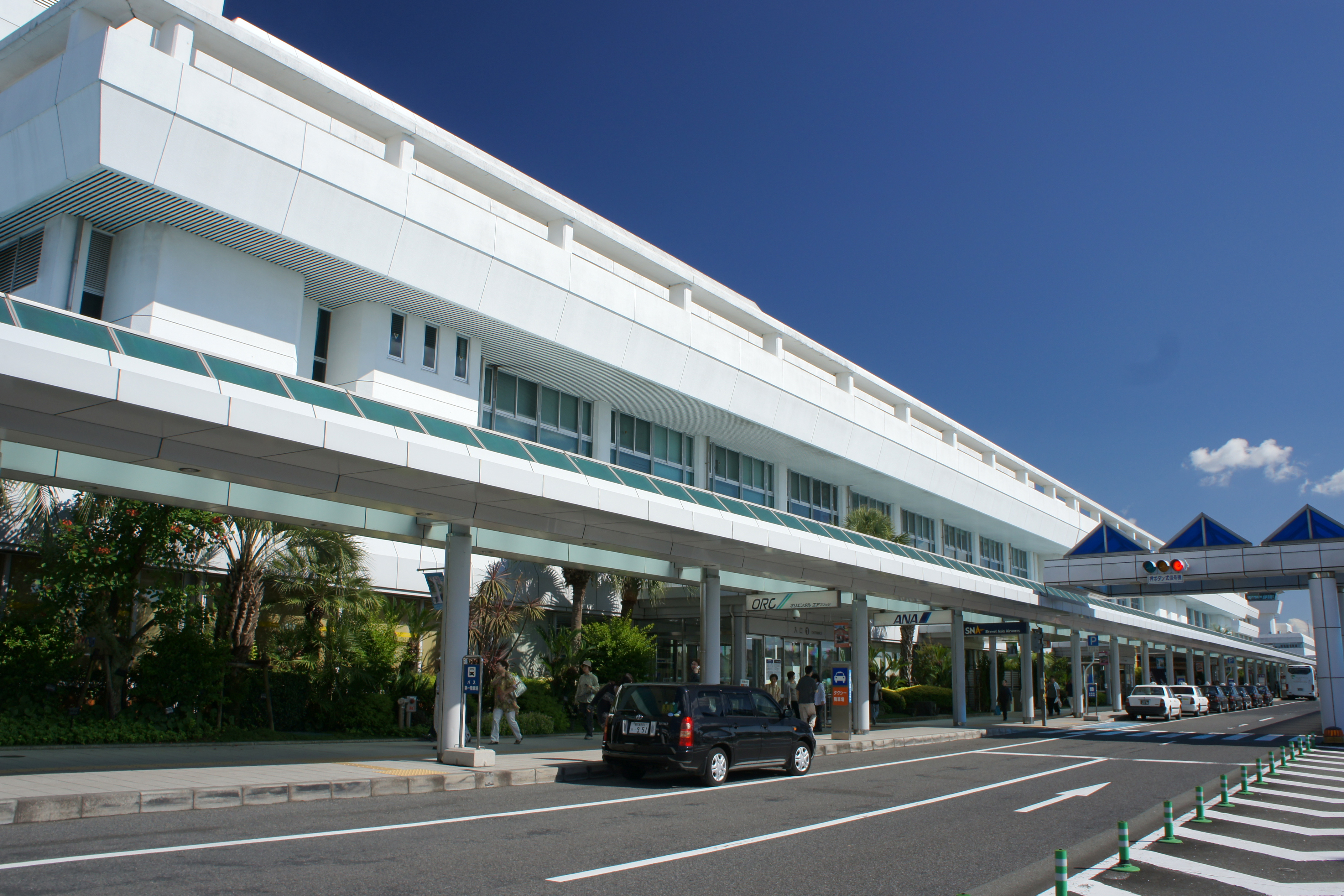
Terminal domestique
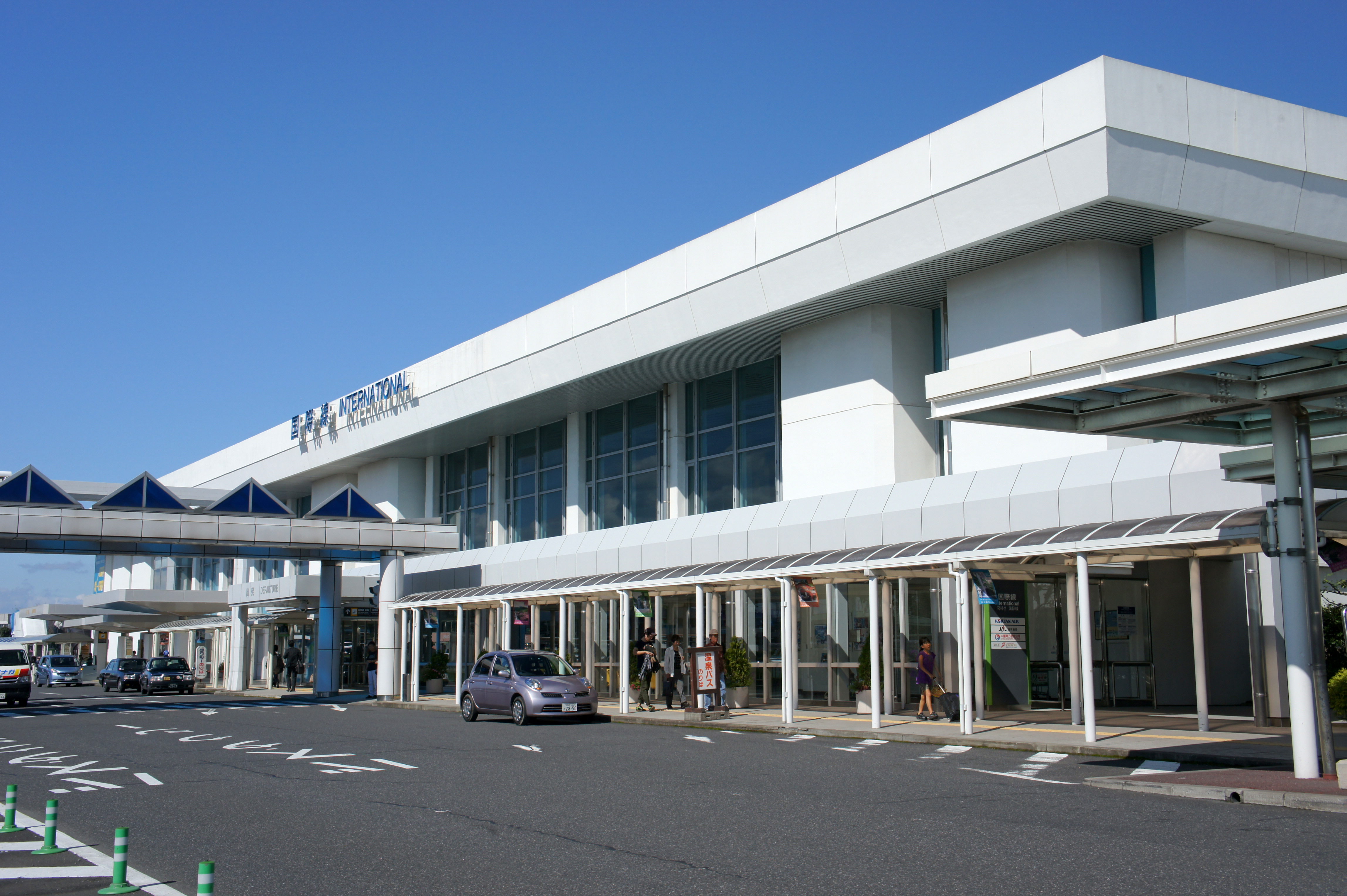
Terminal international
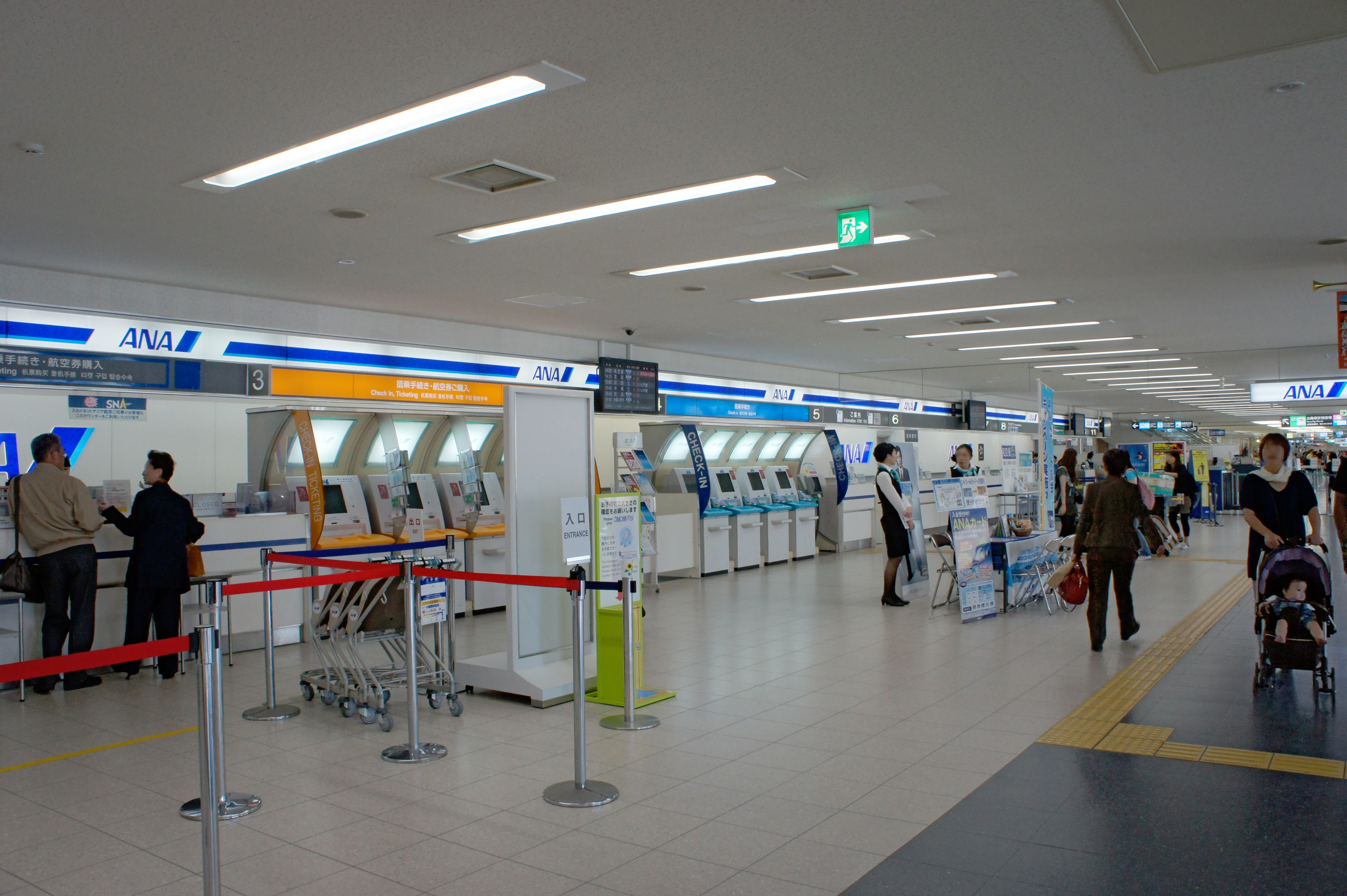
Bornes d'enregistrement
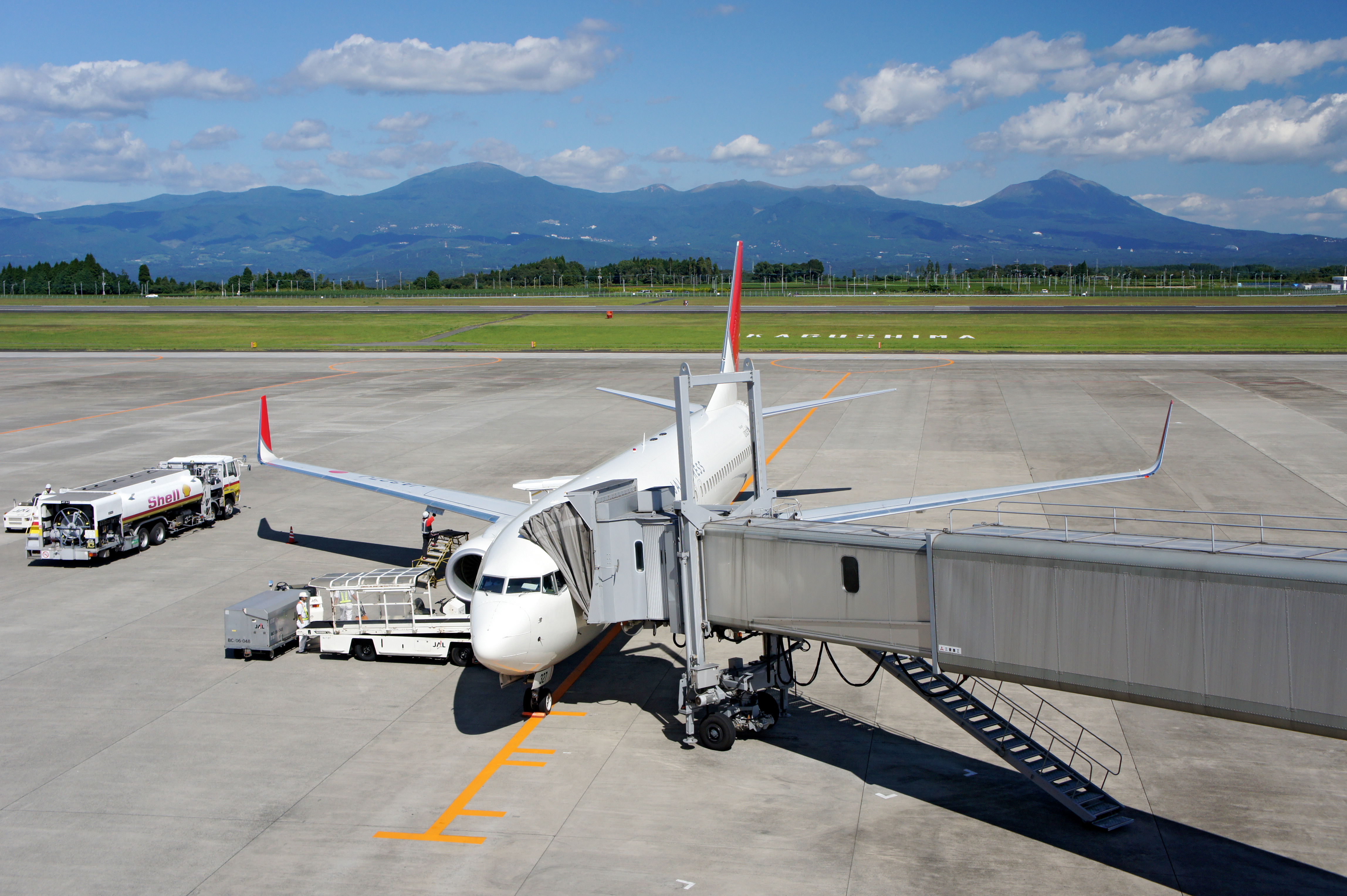
Embarquement